# 浜口直樹
浜口 直樹（はまぐち なおき）は、日本のコンピュータゲームディレクター。
スクウェア・エニックス第一開発事業本部所属 Coディレクター。

## 概要
ファイナルファンタジーVIに影響を受けてゲーム業界を目指しHALへ入学、2003年卒業、スクウェア・エニックス入社。 
ライトニング リターンズ ファイナルファンタジーXIIIのメインプログラマー、メビウス ファイナルファンタジーのプロジェクトリーダーを経て、ファイナルファンタジーVII リメイクの開発に参加。ファイナルファンタジーVIIリメイクには立ち上げから参加しており、内製への切り替えに伴い、開発チーム全体の統括業務を担当。

## 代表作
- ライトニング リターンズ ファイナルファンタジーXIII：メインプログラマー
- メビウス ファイナルファンタジー：プロジェクトリーダー
- ファイナルファンタジーVII（リメイク）：Coディレクター（ゲームデザイン / プログラム）[2]